# Bahnstrecke Parndorf–Bratislava-Petržalka
| Bahnhof Kittsee |                      |                                                   |                                                   |
| |                      |                                                   |                                                   |
| Streckennummer: | 194 01               |                                                   |                                                   |
| Kursbuchstrecke (ÖBB): | 701                  |                                                   |                                                   |
| Streckenlänge: | 24,192 km            |                                                   |                                                   |
| Spurweite: | 1435 mm (Normalspur) |                                                   |                                                   |
| Stromsystem: | 15 kV, 16,7 Hz ~     |                                                   |                                                   |
| |                      |                                                   |                                                   |
| \| \| \| von Wien Hauptbahnhof \| \| \| \| \| von Wulkaprodersdorf \| \| \| \| 0,000 \| Parndorf \| 180 m ü. A. \| \| \| \| nach Hegyeshalom \| \| \| \| \| \| \| \| \| 4,773 \| Neudorf Ladestelle (ehemals Neudorf (b Parndorf)) \| Neudorf Ladestelle (ehemals Neudorf (b Parndorf)) \| \| \| 5,820 \| Neudorf \| 180 m ü. A. \| \| \| \| \| \| \| \| 9,050 \| Gattendorf \| 170 m ü. A. \| \| \| 14,368 \| Pama Ladestelle \| Pama Ladestelle \| \| \| 14,900 \| Pama \| 155 m ü. A. \| \| \| 19,880 \| Kittsee \| 140 m ü. A. \| \| \| 22,4291,763 \| Staatsgrenze nächst Kittsee (Österreich-Slowakei) \| Staatsgrenze nächst Kittsee (Österreich-Slowakei) \| \| \| 1,290 \| Bratislava-Petržalka Durvayova tehelňa \| Bratislava-Petržalka Durvayova tehelňa \| \| \| \| von Hegyeshalom \| \| \| \| \| von Kopčany \| \| \| \| 0,000 \| Bratislava-Petržalka \| Bratislava-Petržalka \| \| \| \| nach Bratislava hlavná stanica \| \| |                      |                                                   |                                                   |
| |                      | von Wien Hauptbahnhof                             |                                                   |
| Abzweig geradeaus und ehemals von rechts |                      | von Wulkaprodersdorf                              | von Wulkaprodersdorf                              |
| Bahnhof | 0,000                | Parndorf                                          | 180 m ü. A.                                       |
| Abzweig geradeaus und nach rechts |                      | nach Hegyeshalom                                  | nach Hegyeshalom                                  |
| Verschwenkung von links · Verschwenkung von rechts |                      |                                                   |                                                   |
| Strecke · Betriebs-/Güterbahnhof Strecke ab hier außer Betrieb | 4,773                | Neudorf Ladestelle (ehemals Neudorf (b Parndorf)) | Neudorf Ladestelle (ehemals Neudorf (b Parndorf)) |
| Haltepunkt / Haltestelle · Strecke (außer Betrieb) | 5,820                | Neudorf                                           | 180 m ü. A.                                       |
| Verschwenkung nach links · Verschwenkung nach rechts (Strecke außer Betrieb) |                      |                                                   |                                                   |
| Bahnhof | 9,050                | Gattendorf                                        | 170 m ü. A.                                       |
| Abzweig geradeaus und nach links | 14,368               | Pama Ladestelle                                   | Pama Ladestelle                                   |
| Haltepunkt / Haltestelle | 14,900               | Pama                                              | 155 m ü. A.                                       |
| Bahnhof | 19,880               | Kittsee                                           | 140 m ü. A.                                       |
| Grenze | 22,4291,763          | Staatsgrenze nächst Kittsee (Österreich-Slowakei) | Staatsgrenze nächst Kittsee (Österreich-Slowakei) |
| ehemaliger Dienststation / Betriebs- oder Güterbahnhof | 1,290                | Bratislava-Petržalka Durvayova tehelňa            | Bratislava-Petržalka Durvayova tehelňa            |
| Abzweig geradeaus und von rechts |                      | von Hegyeshalom                                   | von Hegyeshalom                                   |
| Abzweig geradeaus und ehemals von links |                      | von Kopčany                                       | von Kopčany                                       |
| Bahnhof | 0,000                | Bratislava-Petržalka                              | Bratislava-Petržalka                              |
| Strecke |                      | nach Bratislava hlavná stanica                    | nach Bratislava hlavná stanica                    |

Die Bahnstrecke Parndorf–Bratislava-Petržalka ist Teil von einer der zwei Bahnverbindungen zwischen Wien und Bratislava. Die andere Verbindung ist die Marchegger Ostbahn zwischen Wien Stadlau und Bratislava auf der linken nördlichen Seite der Donau.
Die gegenständliche Verbindung liegt im nördlichsten Teil des Burgenlands. Sie nimmt in Wien Hauptbahnhof ihren Ausgang und führt südlich der Donau über Bruck an der Leitha und Parndorf auf der klassischen Bahnstrecke Wien–Budapest.

## Geschichte

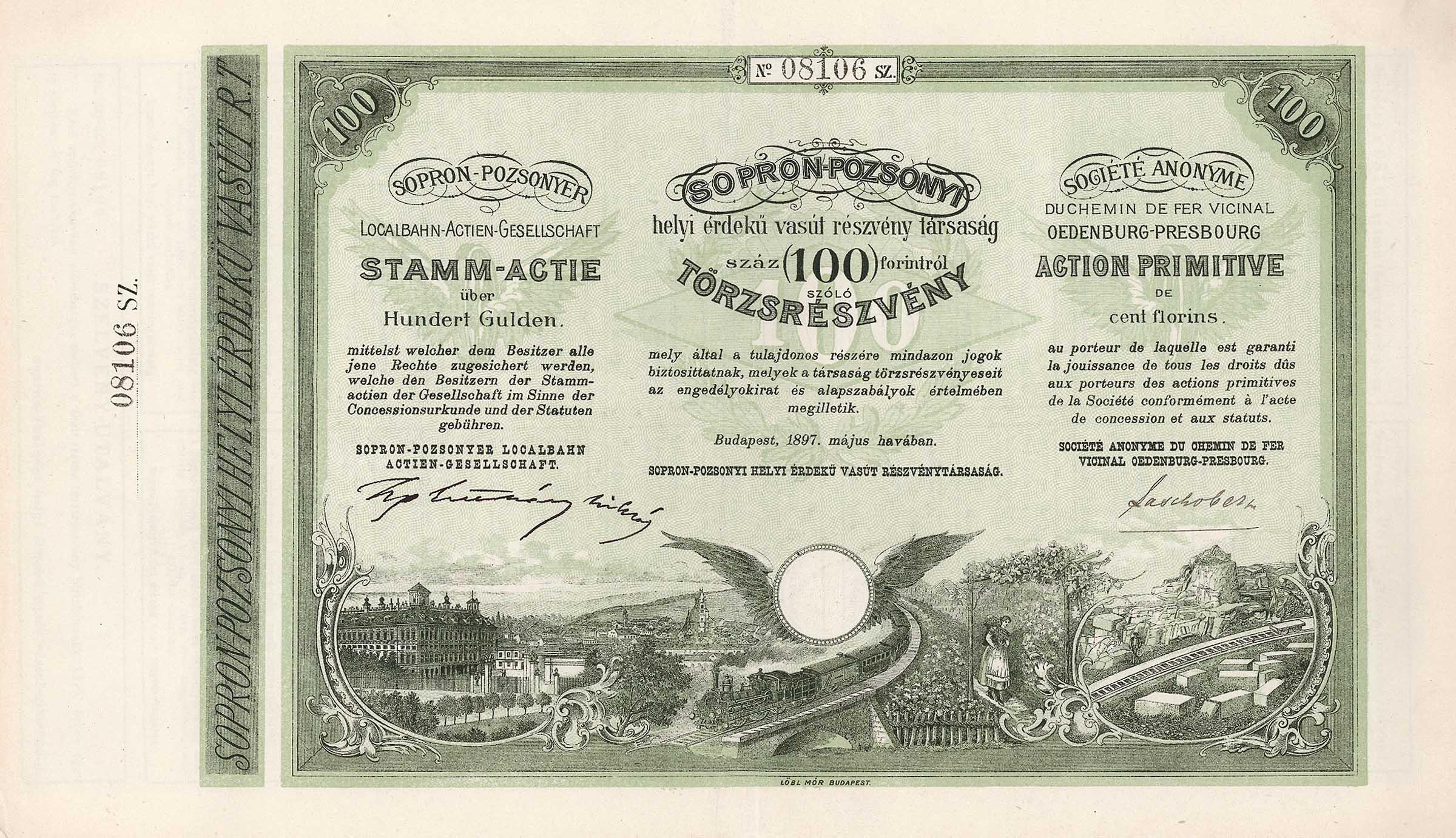
Aktie über 100 Gulden der Oedenburg-Pressburger Localbahn-Actien-Gesellschaft

Die Strecke ist eingleisig und elektrifiziert. Sie war ursprünglich Bestandteil einer durchgehenden Verbindung von Sopron nach Bratislava und wurde am 16. Dezember 1897 von der privaten Sopron–Pozsonyi Helyi Érdekű Vasút (Oedenburg-Pressburger Lokaleisenbahn Aktiengesellschaft) eröffnet. Die Strecke lag damals vollständig im Königreich Ungarn. Nach dem Zerfall von Österreich-Ungarn und der Angliederung deutschsprachiger Gebiete Westungarns an Österreich gelangte das nördliche Streckenende zur Tschechoslowakei, der Großteil der Strecke aber zu Österreich.
1931 berichtete der Niederösterreichische Grenzbote über die Verstaatlichung zugunsten der Republik Österreich und die Entschädigungszahlungen an den bisherigen Eigentümer.
1945 wurde die Strecke an der Staatsgrenze bei Kittsee und Petržalka unterbrochen. Der Personenverkehr wurde 1951 eingestellt.
Nach dem Ende des sozialistischen Regimes wurde die durchgehende Bahnverbindung am 15. Dezember 1998 nach Sanierung und Elektrifizierung neuerlich eröffnet.
Bei dieser Wiederherstellung handelt es sich um den einzigen Lückenschluss einer Schienenstrecke nach dem Fall des Eisernen Vorhanges von Österreich zu einem Nachbarstaat.
Heute wird die Strecke im Personenverkehr Wien Hbf–Bratislava-Petržalka stündlich bedient.
Am 30. April 2023 gegen 21:40 Uhr kollidierten im Bereich der Nordost-Autobahn-Brücke bei Kittsee zwei Güterzüge seitlich (Flankenfahrt). Die Infrastruktur wurde stark beschädigt. Die Strecke musste zur Instandsetzung für etwa eine Woche gesperrt werden. Aus einem verunfallten Gefahrengut-Kesselwagen musste von Atemschutztrupps Salpetersäure umgepumpt werden.

## Betrieb

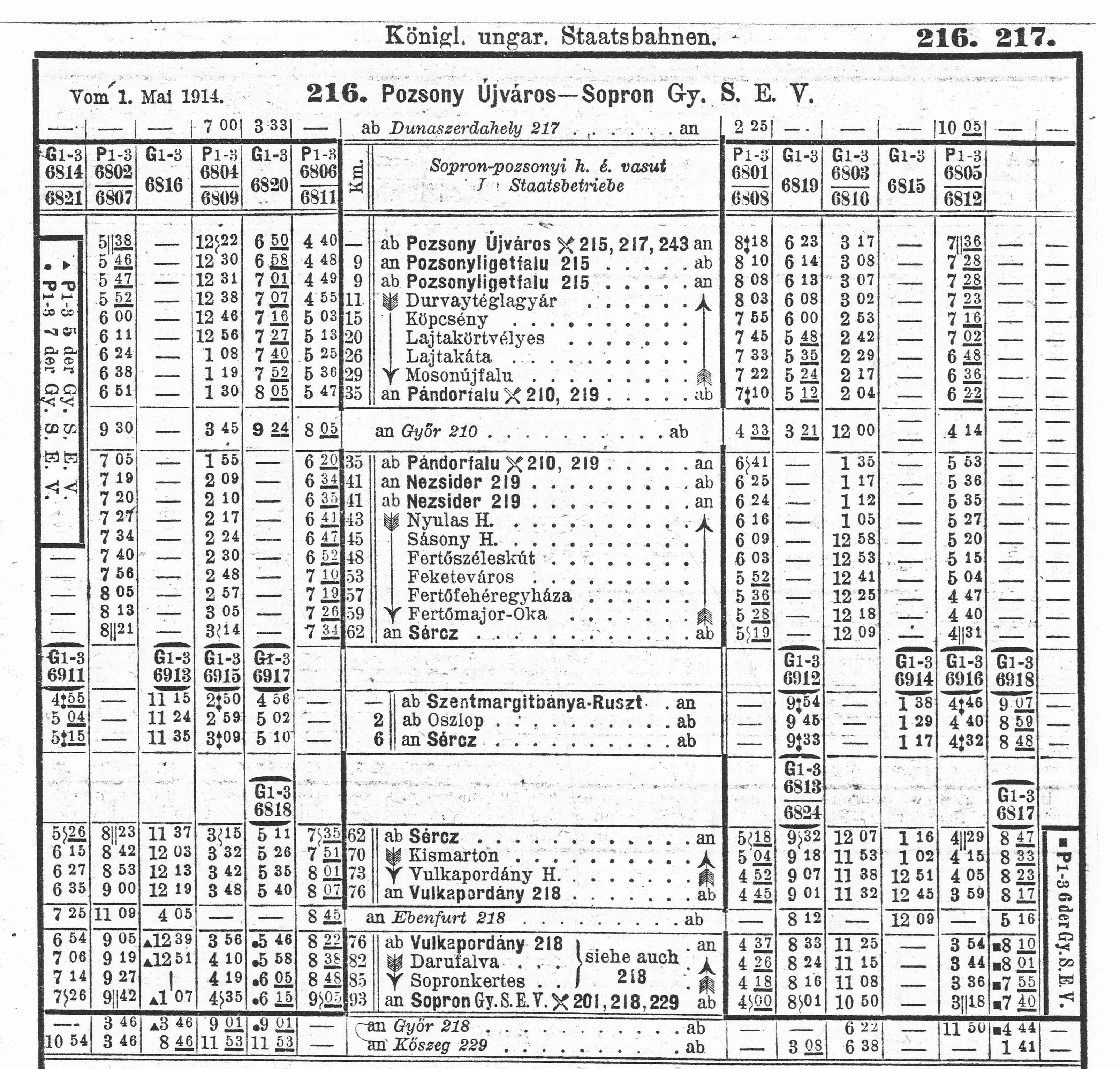
Fahrplanbild 216 im Jahr 1914

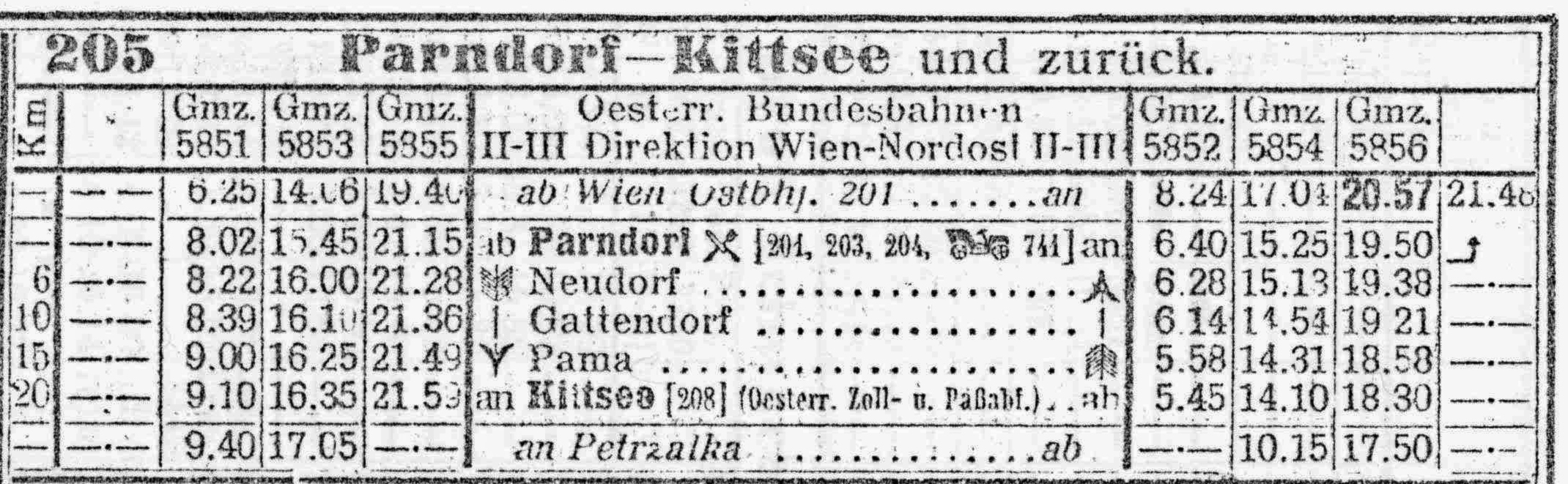
Fahrplanbild 205 Parndorf–Kittsee, Österreichisches Kursbuch vom Sommer 1928

Die Strecke lag in einer äußerst strukturschwachen Gegend und erlaubte nur geringe Geschwindigkeiten. Demgemäss zeigen historische Fahrpläne Reisezeiten von etwa 70 Minuten für 20 Streckenkilometer.
Im Jahr 2025 wird die Strecke überwiegend von Zügen der Linie REX 6 befahren.
Anders als bis 1945 kann über die Bahnstrecke die am linken, nördlichen Donauufer gelegene Altstadt von Bratislava nicht mehr unmittelbar erreicht werden, da der Neubau der Donaubrücke zwar Straßenbahngleise, aber keine Bahnstrecke mehr vorsah.
Die Züge enden demgemäss meist im Vorortebahnhof Petržalka. Dort bestehen Busverbindungen in die Altstadt. Internationale Züge erreichen mit langer Umwegefahrt mit über 30 Minuten Fahrzeit von Petržalka aus Bratislava hlavná stanica.